# 651 a.C.

## Eventos

### Oriente Médio
- Rei Assurbanípal derrota o exército da Babilônia do meio irmão de Samassumuquim e cerca a cidade fortificada de Babilônia. Inicia-se 3 anos de cerco durante o qual os assírios derrotarão os aliados de Samassumuquim.
- Rei Teispes de Ansã (Pérsia) envia ajuda a Samassumuquim mas os herdeiros obrigam que ele aceite a oferta de vassalagem.

### Ásia
- A agitação de Li Ji termina, resulta na morte de Li Ji, Duke de Xian, Xiqi e Zhuozi. Depois a revolta de Duke Hui de Jin torna-se governador do estado de Jin.
- Zhou Xiang Wang torna-se rei da Dinastia Zhou na China.

- Li Ji, concubina e esposa de Xian.
- Xian, governador do estado de Jin.
- Xiqi, governador do estado de Jin.
- Zhuozi, governador do estado de Jin.